# Георгій Кастаньєда
Георгій Хорхевич Кастаньєда (ісп. Georgui Castañeda Tsounova; нар. 2 серпня 1976, Митищі як Георгій Kastanieda, ros. Георгій Кастанеда) — перуанський шахіст російського походження, гросмейстер від 2009 року.

## Шахова кар'єра
У міжнародних турнірах почав брати участь після розпаду Радянського Союзу, у світовому рейтинг-листі дебютував 1 січня 1993 року. До кінця 1990-х років брав участь у турнірах, що проходили в Росії і в Польщі (зокрема, Катовиці 1993, Рови 1998, Свідниця 1998 і 1999, Варшава 1999, Бидгощ 1999). 1999 року дебютував у фіналі чемпіонату Перу, чергові старти у фінальних турнірах припадають на 2000 і 2002 роки. Починаючи від 2000 року на міжнародній арені представляє Перу, того ж року виступив у складі збірної цієї країни на шаховій олімпіаді в Стамбулі. 2003 року поділив 2-ге місце (позаду Юхана Гелльстена) на турнірі за круговою системою в Санта-Крус. На перетині 2005 і 2006 років переміг у Донському. 2006 року поділив 1-ше місце (разом з Руфатом Багіровим, Олександром Злочевським і Олексієм Хрущовим) у Тулі, виконавши першу гросмейстерську норму. Другу виконав у 2007 році, знову в Тулі, посівши 2-ге місце (позаду Володимира Афромєєва) на меморіалі Олександра Котова. 2009 року посів 2-ге місце (позаду Михайла Сіманцева) в Харкові і поділив 1-ше місце (разом з Руфатом Багіровим) у Москві.
Найвищий рейтинг Ело в кар'єрі мав станом на 1 листопада 2011 року, досягнувши 2522 очок займав тоді 3-тє місце серед перуанських шахістів.

## Зміни рейтингу
| На цьому місці має відображатися графік чи діаграма, однак з технічних причин його відображення наразі вимкнено. Будь ласка, не видаляйте код, який викликає це повідомлення. Розробники вже працюють для того, щоби відновити штатне функціонування цього графіка або діаграми. | |
| | На цьому місці має відображатися графік чи діаграма, однак з технічних причин його відображення наразі вимкнено. Будь ласка, не видаляйте код, який викликає це повідомлення. Розробники вже працюють для того, щоби відновити штатне функціонування цього графіка або діаграми. |